# Formigueret de Sincorá
El formigueret de Sincorá (Formicivora grantsaui) és una espècie d'ocell de la família dels tamnofílids (Thamnophilidae).

## Hàbitat i distribució
Habita zones arbustives del nord-est del Brasil.

## Taxonomia
És una espècie de descripció recent.